# Logia Iesu

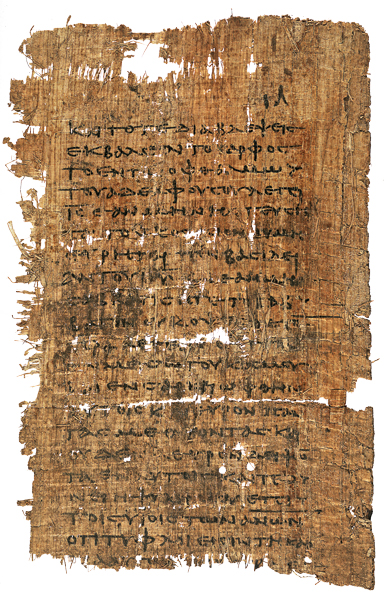
Folio recto del Papiro 1 de Oxirrinco, de la «logia Iesu».

En el marco de la crítica bíblica, la logia Iesu es una hipotética colección de dichos de Jesucristo que se piensa fueron referenciados por el escritor cristiano del siglo II, Papías de Hierápolis.
En griego: λόγια (‘dichos’) y en singular λόγιον [logion].
Muchos investigadores identifican esta colección con la hipotética Fuente Q, postulada para explicar las muchas similitudes entre el Evangelio de Mateo y el Evangelio de Lucas y no presentes en el presumiblemente anterior Evangelio de Marcos («doble tradición»).
Han aparecido fragmentos de textos de estos logia en dos papiros de Oxirrinco encontrados en esta ciudad egipcia en 1897 y 1904 que ahora se consideran parte del original griego del evangelio no canónico de Tomás (en sí una colección de 114 dichos de Jesús) o están muy cerca de él.
En términos más generales, se entiende por logia, temas breves que no existen en otros lugares y son generalmente únicos.

## El términologion
El término «logion» proviene del griego profano a partir de Heródoto, y con él se designaba una frase breve de la divinidad.
En el cristianismo se comenzó a utilizar para designar ciertas sentencias breves atribuidas a Jesús de Nazaret, diferenciándolas de pasajes más amplios.

## Papías y Q
Papías de Hierápolis (c. 60-130) fue un cristiano primitivo, obispo de Hierápolis, en Anatolia occidental, cuyo libro Exposiciones de los oráculos del Señor, en donde afirmaba que «Mateo compiló las logia (τὰ λόγια) en lenguaje hebreo, y cada persona las interpretaba como podía», sólo se conserva en citas realizadas por Ireneo de Lyon y Eusebio de Cesarea.
Como se indicó anteriormente, algunos investigadores han identificado el trabajo que Papías atribuyó a Mateo con el hipotético documento Q, lo que explicaría las muchas similitudes entre el Evangelio de Mateo y el de Lucas que se datan presuntamente como posteriores al Evangelio de Marcos.

## Pablo
El apóstol Pablo («apóstol de los gentiles») pudo haber estado citando «historias aisladas y dichos de Jesús» cuando hablaba de "recordar las palabras del Señor Jesús" (Hechos 20:35).

## Dicho de Jesús
El nombre de «dichos de Jesús» (logia de Jesús o Logia Jesu) fue propuesto por Bernard Grenfell y Arthur Hunt a una hoja de papiro que encontraron en su primera temporada de excavaciones en Oxirrinco en 1897. Escrito en la primera mitad del siglo III, el Oxyrhynchus Papyrus 1 contiene una colección de dichos de Jesús, cada uno encabezado por "Jesús dice:" (en griego antiguo: λέγει Ἰησοῦς [léguei Iēsoũs]).
En 1903 fue descubierto un fragmento de un papiro del siglo III que había sido utilizado para un registro oficial (Papiro de Oxirrinco 654, ahora en el Museo Británico Papiro 1531 verso) conteniendo más dichos.
La controversia se centró en si los dos fragmentos formaban parte de la misma obra, qué podría unirlos y si la restauración de algunas lagunas en los textos fue correcta (Bell y Skeat, 1935). El Oxirrinco 654 tenía un encabezamiento que parece describir la obra como una colección de "dichos" dirigidos a Tomás y a algunos otros discípulos, y cuando el Evangelio de Tomás de Nag Hammadi fue descubierto en 1945, fue identificado como una versión copta de la obra griega de la que formaban parte estos dos fragmentos. El Evangelio de Tomás contiene dichos atribuidos a Jesús, algunos de ellos, incluidos en los evangelios canónicos, pero muchos otros no se encuentran en ninguna otra parte. Los dichos individuales son generalmente citado por su número de logion, en donde la mayoría de los sistemas van del 1 al 114.